# Џесика Енис-Хил
Џесика Енис-Хил (енгл. Jessica Ennis-Hill; Шефилд, 28. јануар 1986.) некадашња је британска атлетичарка, специјализована за седмобој и трку на 100 метара с препонама. Као такмичарка у седмобоју, олимпијска је првакиња 2012, трострука светска првакиња (2009, 2011, 2015), првакиња Европе 2010. Такође је светска првакиња у петобоју у дворани 2010. 
Енис-Хил повремено коментарише на телевизији преносе атлетских такмичења за ББЦ. Од када се повукла из атлетских такмичења, радила је као предузетник и креирала неколико фитнес апликација специјализованих за здравље и тренинг жена.

## Одрастање
Џесика је једна од две ћерке Винија Енис и Алисон Пауел. Има млађу сестру, Кармел. Њен отац је Јамајчанин који је емигрирао је у Шефилд са 13 година, где је потом радио као самозапослен сликар и декоратер. Џесикина мајка је Енглескиња, социјална радница из Дербишира. Џесикин отац је трчао у школи, док је њена мајка волела скок у вис.
Џесика је почела да тренира атлетику са 11 година. Енис је кренула на студије психологије на Универзитету у Шефилду, где је дипломирала 2007.
Енисин стални тренер током њене каријере био је национални тренер британске атлетике за комбиноване дисциплине Антонио "Тони" Миничело, који ју је тренирао од њене једанаесте године.  Такође је имала специјалистичке тренинге у бацању копља од Мика Хила.

## Јуниорска каријера
Енис се такмичила на Светском првенству за млађе јуниоре 2003. у Шербруку у Квебеку, где је завршила на петој позицији са 5.311 освојених бодова.
Следеће године Енис се такмичила на Светском јуниорском првенству 2004. у Гросету, где је завршила на осмом месту са 5.542 бодова. Енис је победила у седмобоју на Европском првенству за јуниоре јула 2005. у Каунасу, са британским јуниорским рекордом од 5.891 бодова.

## Сениорска атлетска каријера
Енисино прво сениорско међународно такмичење била је Универзијада 2005. одржана у августу у Измиру, где је освојила бронзану медаљу у седмобоју са новим личним рекордом од 5.910 бодова.

### 2006: Нове медаље на сениорским такмичењима
Енис је освојила бронзану медаљу на Играма Комонвелта 2006. у Мелбурну у Аустралији са личним рекордом од 6.269 поена. 
Касније 2006. Енис је поправила свој лични рекорд са резултатом од 6.287 бодова када је завршила на осмом месту на Европском првенству 2006. у Гетеборгу.

### 2007: Пробој на Светско првенство
Енис је завршила шеста у петобоју на Европском првенству у дворани у Бирмингему, поправивши свој лични рекорд на 4.716 поена. У мају је поправила свој лични рекорд у седмобоју са резултатом 6.388 бодова. Тада је Енис изједначила британски рекорд у скоку у вис од 1,95 метара.
На Европском првенству за млађе сениоре у Дебрецину, Енис је освојила бронзану медаљу у трци на 100 метара препоне у времену 13.09 секунди.
У августу је Енис завршила као четврта на Светском првенству у Осаки. У септембру, Енис је освојила инаугуралну награду "Звезда у успону европске атлетике".

### 2008: Проблеми са повредама
Енис се повукла из такмичења у седмобоју на Хипо-Митингу у Гецису након првог дана због болова у десном стопалу. Скенирање је касније открило повреду као стрес фрактуре навикуларне и метатарзалне кости десног стопала. Као последица тога, пропустила је Олимпијске игре у Пекингу и остатак сезоне 2008.

### 2009: Прва светска титула
После дванаестомесечног прекида због повреде, Енис се вратила такмичењу у Дезенцано дел Гарди у мају, победивши на такмичењу са личним рекордом од 6.587 поена. У августу је Енис освојила златну медаљу на Светском првенству у Берлину са новим личним рекордом 6.731. 

### 2010: Светска титула у дворани и европска титула на отвореном
На Светском првенству у дворани у Дохи, Енис је постала светска првакиња у петобоју са новим личним и државним рекордом, као и рекордом Светских првенстава од 4.937 бодова. 
Енис је освојила златну медаљу у седмобоју на Европском првенству 2010. са личним рекордом и рекордом Европског првенства од 6.823 поена.
Енис је 2008. Била трострука победница за најбољу европску атлетичарку месеца.
Такође је награђена почасним докторатом Универзитета у Шефилду за свој допринос спорту.

### 2011: Друга светска титула
Због "затегнутост" у зглобу се повукла са Европског првенства у дворани 2011. Повреда је дијагностикована као упала плантарис мишића.
У мају Енис је другу годину заредом победила у седмобоју на Хипо-Митингу у Гецису, забележивши 6.790 бодова, победивши Рускињу Татјану Чернову за 251 бодова.
На Светском првенству 2011. у Даегуу, Енис је са резултатом 6.751 поена првобитно завршила на другом месту иза Татјане Чернове. Чернова је касније дисквалификована јер није прошла ретроспективно тестирање на допинг. 2016. године, Енис је добила златну медаљу од стране Суда за спортску арбитражу након што је Черновој одузета титула.
Енис је именован за члана Ордена Британске империје за своје заслуге у атлетици.

### 2012: Олимпијска победница
Енис је завршила као друга на Светском првенству у дворани у Истанбулу, иза Наталије Добринске. Енис је забележила лични и национални рекорд од 4.965 поена. Њених 4.965 поена ју је ставило тада на треће место на светској листи свих времена за дворански петобој.
У мају је Енис оборила британски рекорд у седмобоју на Хипо митингу у Гецису, забележивши укупно 6.906 поена.
У августу је Енис освојила златну медаљу у седмобоју на Олимпијским играма у Лондону са рекордом Британије и Комонвелта од 6.955 поена, победивши Лили Шварцкопф и Татјану Чернову. Енис је истрчала два лична рекорда: 12,54 секунди у трци на 100 метара препоне и 22,83 секунди у трци на 200 метара. Њено време у 100 метра с препонама био је нови британски рекорд и уједно најбрже време у овој дисциплини икада остварено у једном седмобоју.

Након освајања награде „Европска атлетичарка месеца“ за мај, Енис је изабрана за ЕАА „Европску атлетичарку године“ у октобру, испред Ане Чичерове и Барборе Шпотакове.

### 2013–14: Борбе са повредама и пауза због трудноће
Енис је одлучила да се не такмичи у сезони 2013. у дворани да би се концентрисала на Светско првенство на отвореном у Москви. Одлучила је да се не такмичи на Светском првенству у Москви јер се није у потпуности опоравила од повреде.
Трудноћа је довела до тога да је Џесика пропустила сезону 2014. У октобру се вратила редовном тренингу. 

### 2015: Повратак и трећа светска титула
Енис-Хил се вратила четвртим местом у свом првом седмобоју од Олимпијских игара у Лондону на Хипо-Митингу у Гецису. На Светском првенству у Пекингу је победила у седмобоју са укупно 6.669 бодова.

### 2016: Олимпијско сребро и одлазак у пензију
Повреда ахилове тетиве спречила је Енис-Хил да учествује на такмичењима у дворани 2016. Вратила се крајем маја на такмичења на отвореном.
У августу, Енис-Хил је на Олимпијским играма 2016. у Рио де Жанеиру освојила сребрну медаљу, иза победнице Нафисату Тиам из Белгије.

## Активности након атлетике
Суд за спортску арбитражу је 29. новембра 2016. пресудио да Татјани Черновој треба одузети златну медаљу са Светског првенства 2011. због допинг прекршаја због аномалија у њеном биолошком пасошу. Као резултат тога, Енис-Хил је промовисана да добије златну медаљу, ретроспективно је освојила своју трећу титулу светског првака и изједначила рекорд за светске шампионске титуле које је освојила Каролина Клифт, и пет глобалних титула које су освојиле Клифт и Џеки Џојнер Керси.

### Филантропија и предузетништво
Након престанка активне такмичарске каријере, Џесика је написала и објавила неколико књига за децу. 
У 2019. Енис-Хил је покренула Џенис, сопствени програм обуке који помаже женама да ускладе своје тренинге са својим менструалним циклусом.

## Приватно
Енис-Хил живи у Шефилду се мужем Ендијем Хилом, менаџером градилишта, за кога се удала у Дарбиширу у мају 2013. и тада је рекла да жели да буде ословљавана као Џесика Енис-Хил.
Родила је сина Реџија у јулу 2014. Ћерку Оливију родила је 23. септембра 2017.

## Достигнућа

### Међународна такмичења
| Година | Такмичење                           | Место                           | Позиција | Дисциплина     | Резултат     | Белешка |
| ------ | ----------------------------------- | ------------------------------- | -------- | -------------- | ------------ | ------- |
| 2003   | Светско првенство за млађе јуниоре  | Шербрук, Канада                 | 5.       | Седмобој       | 5.311 поена  |         |
| 2004   | Светско првенство за јуниоре        | Гросето, Италија                | 8.       | Седмобој       | 5.542 поена  |         |
| 2004   | Светско првенство за јуниоре        | Гросето, Италија                | 2.       | Скок увис      | 1.75 м       |         |
| 2005   | Европско првенство за јуниоре       | Каунас, Литванија               | 1.       | Седмобој       | 5.891 поен   |         |
| 2005   | Универзијада                        | Измир, Турска                   | 3.       | Седмобој       | 5.910 поена  |         |
| 2006   | Европско првенство                  | Гетеборг, Шведска               | 8.       | Седмобој       | 6.287 поена  |         |
| 2006   | Европски куп у вишебоју             | Арл, Француска                  | 4.       | Седмобој       | 6.170 поена  |         |
| 2006   | Европски куп у вишебоју             | Арл, Француска                  | 4.       | Екипни пласман | 17,454 поена |         |
| 2006   | Игре Комонвелта                     | Мелбурн, Аустралија             | 3.       | Седмобој       | 6.269 поена  |         |
| 2007   | Европско првенство у дворани        | Бирмингем, Уједињено Краљевство | 6.       | Петобој        | 4.716 поена  |         |
| 2007   | Европски куп у вишебоју             | Шћећин, Пољска                  | 1.       | Седмобој       | 6.399 поена  |         |
| 2007   | Европски куп у вишебоју             | Шћећин, Пољска                  | 1.       | Екипни пласман | 18,329 поена |         |
| 2007   | Европско првенство за млађе сениоре | Дебрецин, Мађарска              | 3.       | 100 м препоне  | 13.09 с      |         |
| 2007   | Светско првенство                   | Осака, Јапан                    | 4.       | Седмобој       | 6.469 поена  |         |
| 2009   | Светско првенство                   | Берлин, Немачка                 | 1.       | Седмобој       | 6.731 поен   |         |
| 2010   | Светско првенство у дворани         | Доха, Катар                     | 1.       | Петобој        | 4.937 поена  |         |
| 2010   | Европско првенство                  | Барселона, Шпанија              | 1.       | Седмобој       | 6.823 поена  |         |
| 2011   | Светско првенство                   | Даегу, Јужна Кореја             | 1.       | Седмобој       | 6.751 поен   |         |
| 2012   | Светско првенство у дворани         | Истанбул, Турска                | 2.       | Петобој        | 4.965 поена  |         |
| 2012   | Олимпијске игре                     | Лондон, Уједињено Краљевство    | 1.       | Седмобој       | 6.955 поена  |         |
| 2015   | Светско првенство                   | Пекинг, Кина                    | 1.       | Седмобој       | 6.669 поена  |         |
| 2016   | Олимпијске игре                     | Рио де Жанеиро, Бразил          | 2.       | Седмобој       | 6.775 поена  |         |

### Лични рекорди

###### Лични рекорди на отвореном
| Дисциплина    | Резултат    | Место одржавања               | Датум            |
| ------------- | ----------- | ----------------------------- | ---------------- |
| 100 м препоне | 12.54 с     | Лондон, Уједињено Краљевство  | 3. август 2012.  |
| Скок увис     | 1.95 м      | Дезенцано дел Гарда, Италија  | 5. мај 2007.     |
| Бацање кугле  | 14.67 м     | Тегу, Јужна Кореја            | 29. август 2011. |
| 200 метара    | 22.83 с     | Лондон, Уједињено Краљевство  | 3. август 2012.  |
| Скок удаљ     | 6.63 м      | Ратинген, Немачка             | 26. јун 2016.    |
| Бацање копља  | 48.33 м     | Лафборо, Уједињено Краљевство | 23. јул 2013     |
| 800 метара    | 2:07.81 мин | Тегу, Јужна Кореја            | 30. август 2011. |
| Седмобој      | 6.955 поена | Лондон, Уједињено Краљевство  | 4. август 2012.  |

###### Лични рекорди у дворани
| Дисциплина             | Резултат    | Место одржавања                 | Датум             |
| ---------------------- | ----------- | ------------------------------- | ----------------- |
| 60 метара              | 7,36 с      | Шефилд, Уједињено Краљевство    | 16. јануар 2010.  |
| 60 метара са препонама | 7,87 с      | Бирмингем, Уједињено Краљевство | 18. фебруар 2012. |
| Скок у вис             | 1,94 м      | Глазгов, Уједињено Краљевство   | 30. јануар 2010.  |
| Бацање кугле           | 14,79 м     | Истанбул, Турска                | 9. март 2012.     |
| Скок у даљ             | 6,47 м      | Бирмингем, Уједињено Краљевство | 18. фебруар 2012. |
| 800 метара             | 2:08.09 мин | Истанбул, Турска                | 9. март 2012..    |
| Петобој                | 4.965 поена | Истанбул, Турска                | 9. март 2012.     |